# Arquidiocese de Malabo
A Arquidiocese de Malabo (Archidiœcesis Malaboënsis) é uma circunscrição eclesiástica da Igreja Católica situada em Malabo, Guiné Equatorial. Seu atual arcebispo é Juan Nsue Edjang Mayé. Sua Sé é a Catedral de Santa Isabel de Malabo.
Possui 19 paróquias servidas por 48 padres, abrangendo uma população de 349,700 habitantes, com 91,9% da dessa população jurisdicionada batizada (321 360 católicos).

## História
A prefeitura apostólica das ilhas de Ano Bom, Corisco e Fernando Pó foi erigida em 10 de outubro de 1855, recebendo o território do vicariato apostólico das Duas Guinés e do Senegâmbia (atual Arquidiocese de Libreville).
Em 12 de maio de 1904, por força do breve Ecclesiæ universæ do Papa Pio X, a prefeitura apostólica foi elevado ao posto de vicariato apostólico com o nome de vicariato apostólico de Fernando Pó.
Em 9 de julho de 1965, cedeu uma parte de seu território para o benefício da ereção do vicariato apostólico de Rio Muni (atual Diocese de Bata).
Em 3 de maio de 1966 o vicariato apostólico foi elevado a diocese de Santa Isabel, cujo nome se tornou diocese de Malabo em 14 de abril de 1974.
Em 15 de outubro de 1982 finalmente é elevada à dignidade de arquidiocese metropolitana com a bula Qui in beati Petri do Papa João Paulo II.
Em 26 de maio de 1986, com a carta apostólica Continenter magna,João Paulo II confirmou a Virgem Maria, conhecida com o título de Virgen Bisila, padroeira principal da arquidiocese.

## Prelados
| #                        | Nome                                 | Período    | Notas         |
| Arcebispos               | Arcebispos                           | Arcebispos | Arcebispos    |
| ------------------------ | ------------------------------------ | ---------- | ------------- |
| 3º                       | Juan Nsue Edjang Mayé                | 2015-      | Atual         |
| 2º                       | Ildefonso Obama Obono                | 1991-2015  |               |
| 1º                       | Rafael María Nze Abuy, C.M.F. †      | 1982-1991  |               |
| Bispos                   |                                      |            |               |
| 5º                       | Vicente Bernikon †                   | 1974-1976  |               |
| 4º                       | Francisco Gómez Marijuán, C.M.F. †   | 1957-1974  |               |
| 3º                       | Leoncio Fernández Galilea, C.M.F. †  | 1935-1957  |               |
| 2º                       | Nicolás González Pérez, C.M.F. †     | 1918-1935  |               |
| 1º                       | * Armengol Coll y Armengol, C.M.F. † | 1904-1918  |               |
| Administrador apostólico |                                      |            |               |
|                          | Rafael María Nze Abuy, C.M.F.        | 1980-1982  | Bispo de Bata |